# حمزة لحمر
حمزة لحمر (مواليد 28 مايو 1990) هو لاعب كرة قدم دولي محترف، يلعب مع الوحدات الاردني كلاعب وسط.

## مسيرته
لعب لحمر مع أندية النجم الرياضي الساحلي والترجي الرياضي الجرجيسي والأمل الرياضي بحمام سوسة.
دوليًا، لعب أولى مبارياته الدولية مع منتخب تونس عام 2015 أمام ليبيريا، وكان ضمن قائمة منتخب بلاده المشاركة في كأس الأمم الأفريقية لكرة القدم 2017 وشارك في ثلاث مباريات.

### الأهداف الدولية
أهداف ونتائج تونس تظهر أولًا على اليمين.
| م | التاريخ       | الملعب                              | الخصم   | الهدف | النتيجة | المنافسة                                              |
| - | ------------- | ----------------------------------- | ------- | ----- | ------- | ----------------------------------------------------- |
| 1 | 4 سبتمبر 2016 | ملعب مصطفى بن جنات، المنستير، تونس  | ليبيريا | 4–1   | 4–1     | تصفيات كأس الأمم الأفريقية لكرة القدم 2017 المجموعة أ |
| 2 | 4 يناير 2017  | الملعب الأولمبي بالمنزه، تونس, تونس | أوغندا  | 1–0   | 2–0     | مباراة ودية                                           |

## روابط خارجية
- حمزة لحمر على موقع قاعدة بيانات كرة القدم.إي يو (الإنجليزية)
- حمزة لحمر على موقع ناشيونال فوتبول تيمز (الإنجليزية)
- حمزة لحمر على موقع Soccerway.com (الإنجليزية)